# Nothofagaceae
Nothofagaceae, las notofagáceas, son una familia del Orden Fagales. Reúne una serie de especies arbóreas originarias del Hemisferio sur. 
La familia contiene un único género, Nothofagus, cuyos miembros son conocidos en su conjunto como hayas del sur, pues están emparentados con las hayas (Fagus spp.) del hemisferio norte y hasta la década de 1990 eran clasificados como un género hermano de ellas, dentro de la familia Fagaceae. Se considera que el género se originó en el sur de Sudamérica y la península Antártica.
Las especies de notofagáceas se encuentran principalmente en Australia, Nueva Zelanda, Chile, Argentina, Nueva Guinea y Nueva Caledonia.

## Descripción
Todos producen flores poco visibles, cuyo polen es dispersado por el viento.
En Argentina y Chile, las especies del género reciben diversos nombres a través de su área de distribución y también varias especies diferentes son llamadas de la misma forma.

## Taxonomía
Nothofagus fue descrito por Carl Ludwig Blume y publicado en Museum Botanicum 1: 307. 1850. La especie tipo es: Nothofagus antarctica (G.Forst.) Oerst.
Etimología
Nothofagus: nombre genérico compuesto de notho = "falso" y Fagus = "haya", nombrándolo como "falsa haya".

## Especies
A continuación se presenta una tabla con los nombres vulgares de los Nothofagus sudamericanos:
| Nombre científico                   | Nombres vulgares |
| ----------------------------------- | --- |
| Nothofagus alessandrii              | ruil (castellano:Chile) |
| Nothofagus alpina (sin. N. nervosa) | raulí (castellano:Argentina, Chile) roblí (castellano:Chile) rauli beech (inglés) |
| Nothofagus antarctica               | haya antártica (castellano) ñire (castellano:Argentina, Chile) ñirre (castellano:Chile, Argentina) ñire (mapudungun) keterna (yagán) Antarctic beech (inglés) |
| Nothofagus betuloides               | coigüe (castellano:Argentina) coihue blanco (castellano:Argentina, Chile) coigüe de Magallanes (castellano:Chile) guindo (castellano:Argentina) sushchi (yagán) Magellan's beech (inglés) |
| Nothofagus dombeyi                  | coihue (castellano:Chile, Argentina) roble (castellano: Chile) koywe (mapudungun) coigue beech (inglés) |
| Nothofagus glauca                   | hualo (castellano:Chile) roble maulino (castellano:Chile) |
| Nothofagus nitida                   | coihue de Chiloé (castellano:Chile) roble (castellano:Chile) koywe (mapudungun) |
| Nothofagus obliqua                  | coyán (castellano:Argentina) hualle (castellano:Chile) pellín (castellano:Chile) roble (castellano:Chile) roble de Neuquén (castellano:Argentina) roble pellín (castellano:Argentina, Chile) koyam (mapudungun) pelliñ (mapudungun) walle (mapudungun) coyan beech (inglés) roble beech (inglés) |
| Nothofagus macrocarpa               | roble de Santiago (castellano:Chile) |
| Nothofagus pumilio                  | guindo de Magallanes (castellano:Chile) lenga (castellano:Argentina, Chile) roble blanco (castellano:Chile) roble de Tierra del Fuego (castellano:Argentina) hanis (yagán) lenga beech (inglés)                                                                                                  |

## Fitoquímica
Se han aislado triterpenoides con esqueleto de dammarano (Dammarano-3,20,24,25-tetrol y su éster con ácido acético, de Nothofagus pumilio) y oleanano (Ácido 2-acetilmalísnico, aislado de Nothofagus dombeyi). También se han obtenido diversos flavonoides (Aromadendrol y Ramnoglucósidos de 4′,7-Dihidroxiflavona), chalconas (chalconaringenina) y estilbenos (Resveratrol).

## Taxonomía
Sect. Brassospora (tipo Nothofagus brassi)
- Nothofagus aequilateralis (Nueva Caledonia)
- Nothofagus balansae (Nueva Caledonia)
- Nothofagus baumanniae (Nueva Caledonia)
- Nothofagus brassii (Nueva Guinea)
- Nothofagus carrii (Nueva Guinea)
- Nothofagus codonandra (Nueva Caledonia)
- Nothofagus crenata (Nueva Guinea)
- Nothofagus discoidea (Nueva Caledonia)
- Nothofagus flaviramea (Nueva Guinea)
- Nothofagus grandis (Nueva Guinea)
- Nothofagus nuda (Nueva Guinea)
- Nothofagus perryi (Nueva Guinea)
- Nothofagus pseudoresinosa (Nueva Guinea)
- Nothofagus pullei (Nueva Guinea)
- Nothofagus resinosa (Nueva Guinea)
- Nothofagus rubra (Nueva Guinea)
- Nothofagus starkenborghii (Nueva Guinea)
- Nothofagus stylosa (Nueva Guinea)
- Nothofagus womersleyi (Nueva Guinea)

Sect. Fuscospora (tipo Nothofagus fusca)
- Nothofagus alessandrii (Chile)
- Nothofagus fusca (Nueva Zelanda)
- Nothofagus gunnii (Australia: Tasmania)
- Nothofagus solandri (Nueva Zelanda)
- Nothofagus truncata (Nueva Zelanda)

Sect. Lophozonia (tipo Nothofagus menziesii)
- Nothofagus alpina (Chile y Argentina)
- Nothofagus cunninghamii (Australia: Victoria, Nueva Gales del Sur, Tasmania)
- Nothofagus glauca (Chile)
- Nothofagus macrocarpa (Chile)
- Nothofagus menziesii (Nueva Zelanda)
- Nothofagus moorei (Australia: Nueva Gales del Sur, Queensland)
- Nothofagus obliqua (Chile y Argentina)

Sect. Nothofagus (tipo Nothofagus antarctica)
- Nothofagus antarctica (sur de Chile y Argentina)
- Nothofagus betuloides (Chile y Argentina)
- Nothofagus dombeyi (Chile central y patagonia andina(Argentina))
- Nothofagus nitida (Chile)
- Nothofagus pumilio (sur de Chile y Argentina)